# D12
D12 (de asemenea cunoscută și sub numele de D-12 și The Dirty Dozen) este o trupă de hip hop din Detroit, Michigan, Statele Unite. D12 a avut albume pe primele locuri în topuri în Statele Unite, Regatul Unit și Australia. D12 a fost formată în 1996, dar a avut succes numai când unul dintre membrii ei, Eminem, a ajuns să fie cunoscut în toată lumea. D12 a vândut peste 10 milioane de albume în întreaga lume.

## Discografie

### Albume de studio
- Devil's Night (26 iunie 2001)
- D12 World (27 aprilie 2004)

### Extended play
- The Underground EP (2 martie 1997)

### Albume mixtape
- Return of the Dozen (2008)
- Return of the Dozen, Vol. 2 (2011)